# Ордовик
| Ордовик преди 488.3–443.7 милиона години ПреК К О С Д К П Т Ю К Пг Н |                                                                                            |
| Средно атмосферно съдържание на O2 през периода                      | ca. 13.5 Vol % (68 % от съвр. ниво)                                                        |
| Средно атмосферно съдържание на CO2 през периода                     | ca. 4200 ppm (15 пъти прединдустриалното ниво)                                             |
| Средната температура на повърхността през периода                    | ca. 16 °C (2 °C над съвр. ниво)                                                            |
| Морско равнище (над съвременното)                                    | 180 m; покачва се до 220 m през сандбий и пада рязко до 140 m в края-ордовикско заледяване |

| Еон                         | Ера Продължителност    | Период                 | Начало в млн. г. |
| --------------------------- | ---------------------- | ---------------------- | ---------------- |
| Фанерозой                   |                        |                        |                  |
| Неозой 65,5 млн. г.         | Кватернер              | 2,588                  |                  |
| Неозой 65,5 млн. г.         | Неоген                 | 23,03                  |                  |
| Неозой 65,5 млн. г.         | Палеоген               | 65,5                   |                  |
| Мезозой 185,5 млн. г.       | Креда                  | 145,5                  |                  |
| Мезозой 185,5 млн. г.       | Юра                    | 199,6                  |                  |
| Мезозой 185,5 млн. г.       | Триас                  | 251                    |                  |
| Палеозой 291 млн. г.        | Перм                   | 299                    |                  |
| Палеозой 291 млн. г.        | Карбон                 | 359,2                  |                  |
| Палеозой 291 млн. г.        | Девон                  | 416                    |                  |
| Палеозой 291 млн. г.        | Силур                  | 443,7                  |                  |
| Палеозой 291 млн. г.        | Ордовик                | 488,3                  |                  |
| Палеозой 291 млн. г.        | Камбрий                | 542                    |                  |
| Протерозой                  |                        |                        |                  |
| Неопротерозой 458 млн. г.   | Едиакарий              | 630                    |                  |
| Неопротерозой 458 млн. г.   | Криоген                | 850                    |                  |
| Неопротерозой 458 млн. г.   | Тоний                  | 1 000                  |                  |
| Мезопротерозой 600 млн. г.  | Стений                 | 1 200                  |                  |
| Мезопротерозой 600 млн. г.  | Ектасий                | 1 400                  |                  |
| Мезопротерозой 600 млн. г.  | Калимий                | 1 600                  |                  |
| Палеопротерозой 900 млн. г. | Статерий               | 1 800                  |                  |
| Палеопротерозой 900 млн. г. | Орозирий               | 2 050                  |                  |
| Палеопротерозой 900 млн. г. | Рясий                  | 2 300                  |                  |
| Палеопротерозой 900 млн. г. | Сидерий                | 2 500                  |                  |
| Архай                       | Неоархай 300 млн. г.   | Неоархай 300 млн. г.   | 2 800            |
| Архай                       | Мезоархай 400 млн. г.  | Мезоархай 400 млн. г.  | 3 200            |
| Архай                       | Палеоархай 400 млн. г. | Палеоархай 400 млн. г. | 3 600            |
| Архай                       | Еоархай                | Еоархай                | 4 000            |
| Хадей                       | Хадей                  | Хадей                  | 4 540            |

Ордовик (на латински: Ordovicium) e вторият по ред геоложки период от палеозойската ера.  Неговото начало е преди 488,3 ± 1,7 милиона години, продължава около 44,6 милиона години и завършва преди 443,7 ± 1,5 милиона години (МКС, 2004, карта). Периодът започва непосредствено след края на камбрий и е следван от силур.

## Историческа справка
Името ордовик е заимствано от келтското племе ордовики и е дадено от английския геолог Чарлз Лепуърт (1842 – 1920) през 1879 година. Разграничаването на периода ордовик е било компромисно решение между последователите на Адам Седжуик и Родерик Мърчисън, които са описвали едни и същи скали, но са ги поставяли в два отделни геоложки периода – камбрий и силур. Именно Чарлз Лепуърт осъзнава, че фосилната фауна в дискутираните пластове не принадлежи на нито един от предишните или следващи геоложки периоди, затова е било необходимо въвеждането на нова единица. Докато възприемането на отделен геоложки период е било доста трудно във Великобритания, учените от други части на света бързо започват да се възползват от това деление.
Изследването на периода е свързано с имената на множество геолози: английски – Чарлз Лепуърт, Родерик Мърчисън, Х. Б. Уитингтън, А. Уилямс; руски – Фьодор Шмид, В. В. Лимански, Валериан Вебер (1871 – 1940), Борис Соколов (1914 – 2013), Т. Н. алихов, О. И. Никифоров, Александър Обут (1911 – 1988), Р. М. Мянил, А. К. Римосокс; чешки – Йоахим Баранд (1799 – 1883), В. Гавличек; американски – Джеймс Хол (1811 – 1898), Г. А. Купър, М. Кей; шведски – В. Яанус; японски – Т. Кобаяси и други учени. Периодът ордовик е окончателно одобрен през 1960 година, когато е официално признат от 21-вата сесия на Международния геоложки конгрес.

## Периодизация
| Период  | Серия          | Етаж       | млн. години   |
| ------- | -------------- | ---------- | ------------- |
| Силур   | Ландъврий      | Руданий    | младши        |
| Ордовик | Горен ордовик  | Хирнантий  | 445,2 – 443,4 |
| Ордовик | Горен ордовик  | Катий      | 453 – 445,2   |
| Ордовик | Горен ордовик  | Сандбий    | 458,4 – 453   |
| Ордовик | Среден ордовик | Дариуилий  | 467,3 – 458,4 |
| Ордовик | Среден ордовик | Дапингий   | 470 – 467,3   |
| Ордовик | Долен ордовик  | Флоий      | 477,7 – 470   |
| Ордовик | Долен ордовик  | Тремадокий | 485,4 – 477,7 |
| Камбрий | Фуронгий       | Пейбий     | старши        |

## Обща характеристика
Седиментите на ордовишкият период са открити във всички континенти с изключение на Антарктида. Те участват в строежа на чехлите на повечето от платформите и широко са разпространени в нагънатите структури. На места по границата между камбрия и ордовика се установяват прекъсвания в натрупването на седименти, обусловени от кратковременни морски регресии. Максималното разширение на морските пространства – трансгресии върху платформите – протича през средния ордовик. След това отново настъпва етап на регресии. В относително плитководните епиконтинентални морета, покриващи през периода значителни площи от платформите в Северното полукълбо, се натрупват предимно маломощни (средно до 500 m) варовикови, и в по-малка степен пясъчно-глинести наслаги. В преходните области между платформите и геосинклиналите (в миогеосинклиналните области на Апалачите, Урал и др.) мощността на наслагите нараства (на места до 3000 m), като заедно с варовиковите широко разпространение имат кластичните наслаги. Във вътрешните части на геосинклиналните пояси (евгеосинклиналните зони Магог и Фрейзър в Северна Америка, каледонидите във Великобритания и Казахстан и др.) мощността на ордовишките наслаги достига до 10 000 m. В тези зони са съществували многочислени вулкани и заедно с кластичните наслаги са се натрупали мощни пластове от лави и туфи, а също и силициеви скали. Тук са разпространени както плитководни, така и дълбоководни наслаги. В резултат от проявлението на таконската фаза на тектонски движения в каледонските геосинклинали към края на ордовика са се формирали нагънати структури и са възникнали планински съоръжения. Много учени считат, че през палеозойската ера, в т.ч. и през ордовика, континентите Северна и Южна Америка са били сближени с Европа и Африка, а Австралия се е придвижила към Африка и южната част на Азия. Един от полюсите, най-вероятно, е бил разположен в северния сектор на Тихия океан, а втория в Северна Африка или в съседни райони на Атлантическия океан.

## Органичен свят

### Флора
През ордовика, както и през камбрия, господствали бактериите. Продължават своето развитие синьозелените водорасли, а своя разцвет достигат варовиковите зелени и червени водорасли, обитаващи топлите морета на дълбочина до 50 m. За съществуването на сухоземна растителност свидетелстват остатъците от спори и редки находки от отпечатъци от стъбла, вероятно, принадлежали на първите примитивни сухоземни растения.

### Фауна
Животинският свят през ордовика е обитавал само топлите морета и океани, а също и някои пресноводни и засолени вътрешни басейни. Съществували са представители на почти всички типове и повечето от класовете морски безгръбначни. Тогава са се появили безчелюстните рибообразни – първите гръбначни. Във водите на океаните и моретата обитавали планктонни радиоларии и фораминифери. Своя разцвет преживяват граптолитите. По дъното на моретата, в крайбрежните зони и в плитчините живеят многочислени и разнообразни трилобити, брахиоподи, иглокожи, ектопрокти, морски гъби, миди, коремоноги и главоноги мекотели. В топлите морето обитават корали и други ивически коремоноги. С ордовика завършва големия етап от развитието на древния палеозойски органичен свят. В началото на силура измират множество семейства на граптолити, брахиоподи, корали, главоноги мекотели и трилобити, а също и редица своеобразни групи от иглокожи, характерни само за ордовишкия период.

## Биогеографско райониране
В зависимост от особеностите на разпространението на различни групи на органичния свят през ордовика се обособяват два биогеографски пояса. Първият от тях обединява Северна Америка заедно с Канадския Арктичен архипелаг, Гренландия, Шотландия, Скандинавия и Прибалтика, Урал, почти цялата част на Азиатската част на Русия и части от Китай. Този пояс обхващал ордовишките приекваториални области и се отличавал с горещ и влажен климат и голямо разнообразие на органичния свят. Вътре в пояса се обособяват редица палеобиогеографски области – Прибалтийска, Казахстанска, Сибирска, Колимска и др. Вторият пояс обединявал ордовишките приполярни области с хладен климат. Той обхващал Южна Европа, Африка, Южна Азия и вероятно Австралия и Южна Америка. Органичният свят в този пояс се отличавал със своя беден органичен свят. В Африка, южните части на Европа и в Южна Америка в пределите на този пояс са открити признаци за ордовишко заледяване.

## Полезни изкопаеми
В платформените ордовишки наслаги са открити битуминозни шисти (Естония, Европейска Русия) и фосфорити (Казахстан). Към геосинклиналните вулканогенно-силициеви наслаги са привързани малки находища на железни и манганови руди в Северна Америка, Западна Европа, Казахстан, Китай и др. С ордовишките интрузии в Казахстан са свързани находищата на злато и други метали. В Северна Америка в ордовишните наслоявания са известни находища на нефт.